# Мала Милешина
Мала Милешина (хорв. Mala Milešina) — населений пункт у Хорватії, у Сплітсько-Далматинській жупанії у складі громади Муч.

## Населення
Населення за даними перепису 2011 року становило 21 осіб.
Динаміка чисельності населення поселення:

## Клімат
Середня річна температура становить 9,57 °C, середня максимальна – 23,20 °C, а середня мінімальна – -4,98 °C. Середня річна кількість опадів – 984 мм.
| Клімат поселення                              | Клімат поселення | Клімат поселення | Клімат поселення | Клімат поселення | Клімат поселення | Клімат поселення | Клімат поселення | Клімат поселення | Клімат поселення | Клімат поселення | Клімат поселення | Клімат поселення | Клімат поселення |
| Показник                                      | Січ.             | Лют.             | Бер.             | Квіт.            | Трав.            | Черв.            | Лип.             | Серп.            | Вер.             | Жовт.            | Лист.            | Груд.            |                  |
| Середній максимум, °C                         | 7,32             | 7,67             | 10,35            | 14,12            | 18,90            | 22,68            | 23,20            | 23,03            | 19,04            | 14,96            | 10,20            | 7,36             |                  |
| Середня температура, °C                       | 1,16             | 1,52             | 4,20             | 7,96             | 12,75            | 16,52            | 18,69            | 18,52            | 14,54            | 10,44            | 5,69             | 2,85             |                  |
| Середній мінімум, °C                          | −4,98            | −4,63            | −1,95            | 1,82             | 6,60             | 10,37            | 14,18            | 14,02            | 10,05            | 5,95             | 1,19             | −1,66            |                  |
| Норма опадів, мм                              | 77               | 72               | 77               | 83               | 71               | 72               | 48               | 61               | 88               | 106              | 125              | 104              |                  |
| Середньомісячна швидкість вітру, м/с          | 2.86             | 3.13             | 3.16             | 3.02             | 2.69             | 2.38             | 2.33             | 2.26             | 2.54             | 2.71             | 3.15             | 3.24             |                  |
| Середньомісячна сонячна радіація, кДж/м²·день | 5281             | 7942             | 11659            | 16013            | 19625            | 22115            | 23768            | 20880            | 15675            | 10309            | 5819             | 4494             |                  |
| --------------------------------------------- | ---------------- | ---------------- | ---------------- | ---------------- | ---------------- | ---------------- | ---------------- | ---------------- | ---------------- | ---------------- | ---------------- | ---------------- | ---------------- |
| Джерело:                                      |                  |                  |                  |                  |                  |                  |                  |                  |                  |                  |                  |                  |                  |